# Méthodios III de Constantinople
Méthodios III Moronis ou Maronis de Constantinople (en grec : Μεθόδιος Γ'ο Μορώνης/Μαρώνης) fut patriarche de Constantinople de 1668 à 1671.
Métropolite d'Héraclée depuis 1646, Méthodios devient patriarche de Constantinople le 5 janvier 1668. Il résilie sa fonction début mars 1671 et devient moine au monastère Nea Moni de Chios où il meurt en 1679.